# Departament Obrony Stanów Zjednoczonych
Departament Obrony Stanów Zjednoczonych (ang. United States Department of Defense, DoD) – resort rządu Stanów Zjednoczonych, na którym spoczywa obowiązek koordynowania i nadzorowania agencji i funkcji rządu, wiążących się z bezpieczeństwem narodowym i siłami zbrojnymi. Na czele departamentu stoi sekretarz obrony, który jest członkiem gabinetu prezydenta. Misją Departamentu Obrony jest zapewnienie „sił wojskowych potrzebnych do powstrzymania wojny i zapewnienia bezpieczeństwa narodu”.
Według danych na połowę 2022 roku, Departament Obrony Stanów Zjednoczonych jest największym pracodawcą na świecie, zatrudniając łącznie 2,87 mln ludzi, wojskowych oraz cywilów.

## Chronologia zmian nazwy resortu
Źródło:
- od 1789 – Departament Wojny (War Department)
- od 1947 – Departament Armii (Department of the Army)
- od 1949 – Departament Obrony (Department of Defense)

## Struktura
Źródła:

Departament Obrony koordynuje pracę trzech resortów:
- Departamentu Armii (U.S. Army), resortu wojsk lądowych
- Departamentu Marynarki (U.S. Navy), resortu marynarki wojennej
- Departamentu Sił Powietrznych (U.S. Air Force), resortu wojsk lotniczych

oraz
- Korpusu Piechoty Morskiej (USMC – United States Marine Corps), korpusu na prawach oddzielnego rodzaju wojsk

### Wyspecjalizowane agencje
- Agencja Obrony Antybalistycznej (Missile Defense Agency), Pentagon
- Agencja Zaawansowanych Projektów Badawczych w Obszarze Obronności (Defense Advanced Research Projects Agency), Arlington, VA
- Agencja Intendentury Obronnej (Defense Commissary Agency), Fort Lee, VA
- Agencja Kontroli Kontraktów Obronnych (Defense Contract Audit Agency), Fort Belvoir, VA
- Służba Finansów i Księgowości Obrony (Defense Finance and Accounting Service), Arlington, VA
- Agencja Systemów Informatycznych Obrony (Defense Information Systems Agency), Arlington, VA
- Agencja Wywiadu Obronnego (Defense Intelligence Agency), Pentagon
- Służba Bezpieczeństwa Obronnego (Defense Security Service), Alexandria, VA
- Agencja Usług Prawnych Obrony (Defense Legal Services Agency), Pentagon
- Agencja Zaopatrzenia Obronnego (Defense Logistics Agency), Fort Belvoir, VA
- Agencja Współpracy w zakresie Bezpieczeństwa Obronnego (Defense Security Cooperation Agency), Arlington, VA
- Narodowe Biuro Rozpoznania (National Reconnaissance Office), Chantilly, VA
- Narodowa Agencja Wywiadu Satelitarnego (National Geospatial-Intelligence Agency), Bethesda, MD
- Narodowa Agencja Bezpieczeństwa/Centralna Służba Bezpieczeństwa (National Security Agency/Central Security Service), Ft. George G. Meade, MD
- Agencja Redukcji Zagrożeń Obronnych (Defense Threat Reduction Agency), Fort Belvoir, VA

### uczelnie
- Uniwersytet Obrony Narodowej (National Defense University), Fort Mcnair, Waszyngton, DC
- Narodowa Uczelnia Wojenna (National War College), Waszyngton, DC
- Uczelnia Personelu Połączonych Sił (Joint Forces Staff College), Norfolk, VA

## Siedziba
Departament Obrony ma siedzibę w Pentagonie, budynku zlokalizowanym w aglomeracji waszyngtońskiej, nad rzeką Potomak w stanie Wirginia, w hrabstwie Arlington.